# Совєтинський район
Совєтинський район — адміністративно-територіальна одиниця, що існувала в РРФСР.
Адміністративний центр — слобода Совєтка.

## Історія
Совєтинський район утворено 1923 року з Совєтинської волості у складі Тананрізької округи Донецької губернії УСРР.
1925 року у складі Таганрізької округи район передано до РРФСР. Таганрозький округ увійшов до Донського округу.
Згодом Совєтинський район було скасований, а його територія увійшла до Неклинівського району Ростовської області.